# Mangifera dongnaiensis
Espèce
Statut de conservation UICN

 EN A2cd : En danger
Mangifera dongnaiensis est une espèce de plantes du genre Mangifera de la famille des Anacardiaceae.